# Dave Hudson
David Richard Hudson (St. Thomas, 28 dicembre 1949) è un ex hockeista su ghiaccio canadese che nel corso della carriera giocò nella National Hockey League.

## Carriera
Hudson giocò a livello giovanile per tre stagioni alla University of North Dakota, formazione appartenente alla WCHA, fino al completamento degli studi nel 1970. Un anno prima era stato selezionato al sesto giro dai Chicago Blackhawks in occasione dell'NHL Amateur Draft 1969. Nei primi due anni da professionista giocò in Central Hockey League nell'organizzazione di Chicago presso il farm team dei Dallas Black Hawks, vincitori della Adams Cup nella stagione 1971-1972.
Al termine di quella stagione Hudson venne selezionato dai New York Islanders durante l'NHL Expansion Draft, e fece parte del primo roster nella storia della franchigia. Con gli Islanders fece il proprio esordio in NHL e vi rimase da titolare per due stagioni, incluso un breve prestito in CHL presso il farm team dei Fort Worth Wings.
Hudson venne scelto nuovamente nell'NHL Expansion Draft 1974 entrando così a far parte del roster originario di un'altra franchigia NHL, quella dei Kansas City Scouts. Nella stagione 1974-75 registrò il massimo in carriera con 41 punti in 70 partite disputate. Nel 1976 la squadra si trasferì a Denver prendendo il nome di Colorado Rockies e Hudson vi giocò per altre due stagioni prima di ritirarsi definitivamente a meno di trent'anni nel 1978.

## Palmarès

### Club
- Adams Cup: 1

Dallas: 1971-1972